# Világosság-Könyvtár

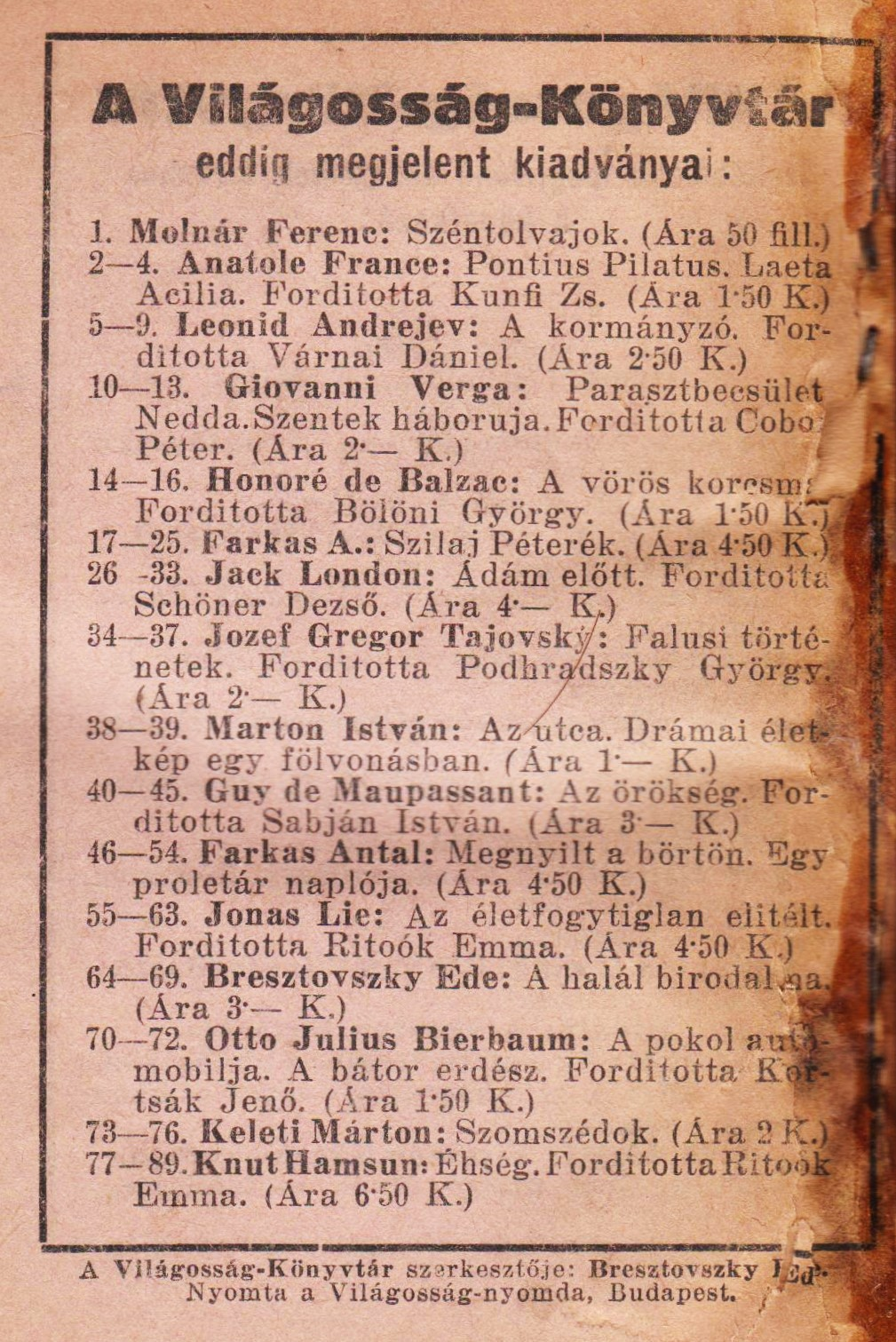
Korabeli hirdetés

A Világosság-Könyvtár egy magyar nyelvű szocialista–szépirodalmi könyvsorozat volt az 1910-es években, amely a következő műveket tartalmazta:
- 1. Csizmadia Sándor: A nagy magyar parasztforradalom. Dózsa György. 176 l.
- 1a. Molnár Ferenc: Széntolvajok. Elbeszélés. 1918. 20 l.
- 2–4. France Anatole: Pontius Pilatus. – Laeta Acilia. Két elbeszélés. Ford.: Kunfi Zsigmond. 1918. 48 l.
- 5–9. Andrejev Leonid: A kormányzó. Oroszból ford.: Várnai Dániel. 1918. 111 l. U. az. 2. kiad. uo., 1919. 111 l.
- 10–13. Verga Giovanni: Parasztbecsület. – Nedda. – Szentek háborúja. Három sziciliai novella. Ford.: Cobor Péter. 1918. 180 l.
- 14–16. Balzac, Honoré de: A vörös korcsma. Ford.: Bölöni György. 1918. 61 l. –.90 U. az. 2. kiad. uo., 1919. 64 l.
- 17–25. Farkas Antal: Szilaj Péterék. Társadalmi rajz. 1918. 208 l.
- 26–33. London Jack: Ádám előtt. Angolból ford.: Schöner Dezső. 1918. 179 l. U. az. 2. kiad. uo., 1919. 179 l.
- 34–37. Tajovszky Jozef Gregor: Falusi történetek. Tótból ford.: Podhradszky György. 2. kiad. 1919. 72 l.
- 38–39. Marton István: Az utca. Drámai életkép 1 felvonásban. 1919. 1919. 32 l.
- 40–45. Maupassant, Guy de: Az örökség. Frencia eredetiből ford.: Sabján István. 1919. 19 l.
- 46–54. Farkas Antal: Megnyilt a börtön. Egy proletár naplója. Regény. 1919. 164 l.
- 55–63. Lie Jonas: Az életfogytiglan elítélt. Norvégból ford.: Ritoók Emma. 1919. 164 l.
- 64–69. Bresztovszky Ede: A halál birodalma. 1919. 112 l.
- 70–72. Bierbaum Otto Julius: A pokol automobilja. – A bátor erdész. 2 történet. Németből ford.: Kortsák Jenő. 1919. 64 l.
- 73–76. Keleti Márton: Szomszédok. Kis történetek. 1919. 64 l.
- 77–89. Hamsun Knut: Éhség. Regény. Norvégból ford.: Ritoók Emma. 1919. 288 l.
- 90–96. Révész Béla: Új novellák. 1919. 120 l.
- 97–100. Irwing Washington: Riv van Winkle. – Az Álmosvölgy legendája. 2 rajz. Angolból ford.: Bartha László. 1919. 80 l.
- 101–105. Bresztovszky Ernő: Miért?… Zsoltárok, emlékezések. 1919. 112 l.
- 106–107. Maupassant, Guy de: Egy majoroslány története. – A csavargó. Franciából ford.: Bölöni György. 1919. 80 l.
- 108–117. Révész Béla: A nagy börtön. 1919. 236 l.
- 118–120. Garami Ernő: A megváltás felé. 3 felvonásos színmű. 2. kiad. 1919. 72 l.
- 121–124. Zola Emile: A malom ostroma. – Az árvíz. 2 elbeszélés. Franciából ford.: Bresztovszky Ernő. 1919. 96 l.
- 125–130. Várnai Dániel: Sorsunk, életünk. 1919. 126 l.
- 131–135. Farkas Antal: Paraszttragédiák. Elbeszélések. 1919. 112 l.
- 136–150. Sinclair Upton: Kutató Sámuel. Angolból ford.: Schöner Dezső. 1919. 324 l.
- 151–155. Zola Emile: Olivier Bésaille halála. – Egy szerelmes éjszakáért. 2 elbeszélés. Franciából ford.: Sabján István. 112 l.
- 160–165. Voltaire: Zadig, vagy a végzet. Napkeleti történet. Ford.: Bartha László. 1920. 119 l.
- 166–173. Fried Margit [Ego]: Mari. 1920. 78 l.
- 174–182. Földi Mihály: Rabok. (Elbeszélések.) 1920. 189 l.
- 183–200. Hamsun Knut: Új föld. Regény. Norvég eredetiből ford.: Beke Margit. 1920. 424 l.
- 201–203. Nagy Lajos: A jó fiú. Elbeszélés. 1920. 64 l.
- 204–207. Voltaire: Ez a világ sorja. – A fehér bika. – Scarmentado utazásainak története. 3 elbeszélés. Francia eredetiből ford.: Bartha László. 1920. 96 l.
- 208–211. Kárpáti Aurél: Hamis tüzek. Kis regény. 80 l.